# ヘルドライバー
『ヘルドライバー』は、2011年公開の日本映画。監督は西村喜廣。劇場公開時R15+指定。

## 解説
『東京残酷警察』に続く、西村喜廣の劇場公開映画（単独監督）の2作目。土葬文化ではない日本特有のゾンビ映画を作り出すことをめざし、死者がよみがえるのではなく宇宙からの飛来物を根源とし、生者が感染によって変容していくものとしている。
ディレクターズカット版とインターナショナル版、複数のバージョンが存在し、どちらも西村監督が編集を行っている。インターナショナル版ではハイパワーポリス役の亜紗美の出番がほぼカットされている（エンディングロールには名前がある）。
ソフト化の際にスピンオフ作が3作品作られているが、そのトータル予算は50万円であり各作品15万円が予算製作費であった。本来各作品10分の短編の予定だったが、3本中、2本が15分の作品に仕上がっている。
リハーサル中には車が横転して大破する事故にも見舞われたが、予備車は無いので急遽応急処置をして撮影は続行された。そのため、途中のシーンではヤスシ役の岸健太朗が事故によって失われたフロントガラスを存在するものと設定して叩く、パントマイム演技を行っている。

## あらすじ
北海道・夕張で、キカは殺人犯罪者の母・リッカから逃れ、足の悪い父と暮らしていた。しかし、リッカと叔父・ヤスシに見つかってリンチにかけられ、父の作った隙を活かして外へ逃げ出す。追いかけてきたリッカとヤスシに捕まってしまったキカに、更なる暴力が加えられようとした瞬間、宇宙から飛来した謎の物体がリッカの体を貫く。なくした心臓の代わりにしようとリッカはキカの心臓を引き抜き自分の体に取り込んだが、飛来した物体から発生した謎の物質に体を覆われる。一方、キカはどこかへ飛ばされてしまう。
まもなく、リッカの体はドス黒い霧状の物を霧散する。この霧を吸い込んだ人々は額からへた状の角が生え、生者を襲う感染者（ゾンビ）と化していく。また、キカは謎の組織にエンジン始動の心臓を装着され、ゾンビ退治用改造人間の被験体とされてしまう。

## 登場人物
- キカ - 原裕美子
- リッカ(キカの母） - しいなえいひ
- キカの父 - 石川ゆうや
- タク - 柳憂怜
- カイト - 波岡一喜
- ヤスシ(リッカの弟） - 岸健太朗
- ナナシ - 久住みず希
- ハイパーポリス 隊長 - 大田博之
- ハイパーポリス コズエ - 亜紗美
- ハイパーポリス ナツキ - 斎藤工
- 井出組組長 安藤 - 宮下ともみ
- 組員イシノ - 駿河太郎
- くも女ゾンビ - 水井真希
- 妊婦ゾンビ - 泉カイ
- 花魁ゾンビ - 穂花
- マアヤ - 早乙女ルイ
- ニュース解説者 - 澤田育子
- レポーター - 木下彩
- レースクイーン - 宮田真帆、平瀬美紀
- 黒スーツの男 - 紅井ヒデユキ
- 番頭ゾンビ - ホリケン。
- トカゲ女ゾンビ - しじみ
- ボクシング女ゾンビ - 半谷美里
- パトカーの警官 - イマニヤスヒサ、藤崎賢嗣
- 感染者を守る会会長 - 津田寛治
- 宇宙人 - 井口昇
- 面会の男 - 清水崇
- 若夫婦 - 豊島圭介
- 子供ゾンビ - 西村喜香
- ゾンビ - こまつよしお
- すし屋の客 - ノーマン・イングランド
- 手首を切られた男 - デモ田中
- アコーディオンゾンビ - 福田裕彦
- 医者 - マーク・ウォルコゥ
- 鳩田総理 - 鳥肌実
- 大沢法務大臣 - ガダルカナル・タカ
- 川連廣明
- 加藤夢望

## スタッフ
- 製作プロダクション - サムシングクリエイション
- 製作 - 日活
- エグゼクティブプロデューサー - 杉原晃史
- プロデューサー - 千葉善紀、山田宏幸
- 脚本 - 渚大地
- 音楽 - 中川孝
- 撮影 - Shu G. 百瀬
- 照明 - 太田博
- 美術 - 福田宣
- VFXアドバイザー - 鹿角剛司
- 特殊造型・特殊メイク - 西村映造、自由廊 石野大雅
- アクション監督 - カラサワイサオ
- 助監督 - 塩崎遵
- 録音 - 中川究矢
- 編集 - 和田剛
- ポスタービジュアルデザイン - 高橋ヨシキ
- 脚本協力 - 古澤健、ナコシサヤコ
- ラインプロデューサー - 内山亮
- 協力プロデューサー - 野村ノブヨ
- 協力 - SUSHI TYPHOON
- 脚本 - 継田淳、井口昇
- 監督、キャラクターデザイン、編集、脚本 - 西村喜廣

## 挿入歌
- 「Don't be afraid,They just hungry」（寺尾たかひろ）
- 「気違い水」（蛆虫）
- 「Let me suck you」（Zombie Ga-GA）
- 「GORILLA GO-GO」（Hydro zombies）
- 「生霊」（犬神サーカス団）
- 「プロミスランド」（蛆虫）

## スピンオフ短編
- 『脱出！ 〜Bailout〜』（監督：高橋ヨシキ、15分）
- 『キャッチミーイフユーキャン！」（監督：太田博、15分）
- 『HellDriver ドカタ」（監督：塩崎遵、10分）